# Nhà thờ Thăm viếng
Nhà thờ Thánh Joseph của những người viếng thăm (tiếng Ba Lan: Kościół Opieki św. Józefa w Warszawie Józefa w Warszawie) thường được gọi là Nhà thờ Thăm viếng (tiếng Ba Lan: Kościół Wizytek) là một nhà thờ Công giáo La Mã ở Warsaw, Ba Lan, tọa lạc tại Krakowskie Przingmieście 34. Một trong những nhà thờ rococo đáng chú ý nhất ở thủ đô của Ba Lan, việc xây dựng đã được bắt đầu vào năm 1664 và được hoàn thành vào năm 1761.

## Lịch sử

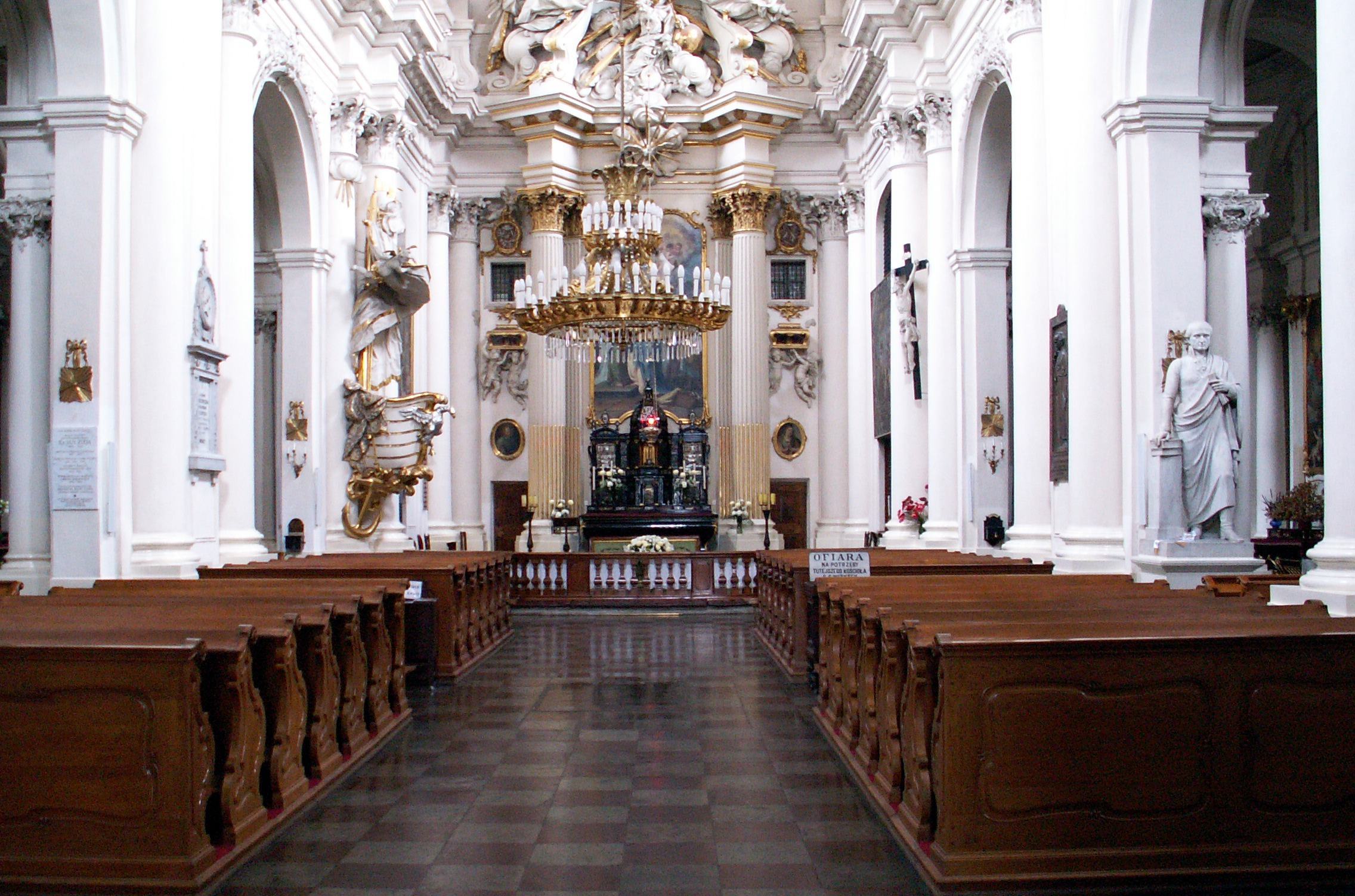
Nội thất

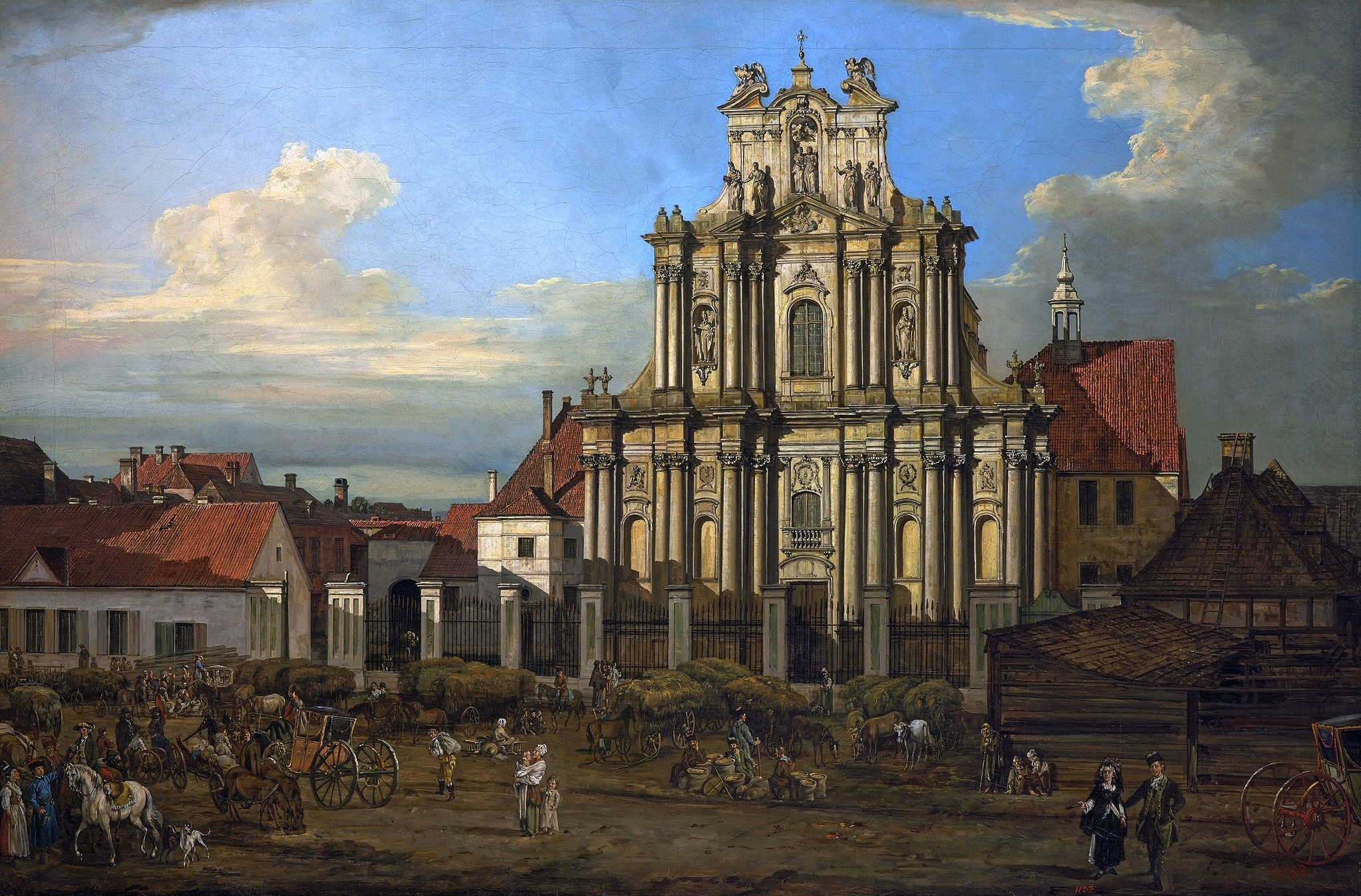
Nhà thờ Thăm viếng vào năm 1780 bởi Bernardo Bellotto.

Nhà thờ bằng gỗ đầu tiên được thành lập vào năm 1651 bởi Nữ hoàng Marie Louise Gonzaga de Nevers cho Dòng Thăm viếng Đức Trinh Nữ Maria. Nhà thờ này đã bị người Thụy Điển đốt cháy trong thời kỳ Đại hồng thủy năm 1656.
Năm 1664, những người tham quan bắt đầu xây dựng một nhà thờ thuôn mới. Viên đá đầu tiên được đặt bởi tổng giám mục Wacław Leszczyński. Nhà thờ dang dở này bị đốt cháy năm 1695. Sau vụ cháy, nhà thờ đã được khôi phục lại. Nền móng mới được thực hiện vào năm 1728 bởi một nữ chính khách Elżbieta Sieniawska theo kế hoạch của kiến trúc sư tư nhân Karol Antoni Bay. Công trình kết cấu được hoàn thành vào năm 1761. Các kết nối hoàn thiện cuối cùng đã được thực hiện vào năm 1765.
Yêu sách chính của nhà thờ, nổi tiếng, trong mắt Ba Lan, là Fryderyk Chopin đã từng chơi đàn organ ở nhà thờ, chủ yếu trong các buổi cầu nguyện dành cho học sinh.
Trước nhà thờ muộn baroque này có một bức tượng của Hồng y Stefan Wyszyński, tổng giám mục của Ba Lan từ năm 1948 đến 1981.

## Nội thất
Gian giữa với bàn thờ chính và 6 nhà nguyện phụ theo phong cách Baroque được tô điểm với những đồ trang trí Rococo phong phú. Có một bục giảng ấn tượng và độc đáo với hình một chiếc thuyền và cũng có rất nhiều tác phẩm điêu khắc cũ, tranh của các bậc thầy cũ của Ba Lan, Ý và Pháp (bao gồm Saint Louis de Gonzaga của Daniel Schultz), chân dung của người Ba Lan nổi tiếng và cao quý và Đền tạm làm bằng gỗ mun và bạc. Đền tạm đặc biệt này, ban đầu được đặt trong nhà nguyện của Cung điện Villa Regia ở Warsaw, đã được Nữ hoàng Marie Louise Gonzaga de Nevers tặng cho nhà thờ vào năm 1654.